# Dieter Fringeli
Dieter Fringeli (* 17. Juli 1942 in Basel; † 9. April 1999 ebenda) war ein Schweizer Germanist, Literaturkritiker und Schriftsteller.

## Leben
Dieter Fringeli wurde 1942 als Sohn des Dichters Albin Fringeli in Basel geboren und wuchs in Nunningen auf. Nach der Matura studierte er Germanistik, Geschichte und Philosophie an den Universitäten Basel und Freiburg (Schweiz).
Noch als Student veröffentlichte er seinen ersten Gedichtband. Er gehörte zu den Gründern der Gruppe Olten und war dort in den ersten drei Jahren im Vorstand tätig.
1967 promovierte Fringeli mit einer Arbeit zu Alexander Xaver Gwerder. Darauf machte er einen längeren Aufenthalt in Hamburg und arbeitete mehrere Jahre als Gymnasiallehrer in Basel. 1972–1974 hatte er einen Lehrauftrag für neue deutsche Literatur an der ETH Zürich, 1973 lehrte er ausserdem an der Universität Lausanne. Von 1976 bis 1987 war er Feuilletonchef der Basler Nachrichten resp. der Basler Zeitung. In dieser Zeit wurde er zu einem geschätzten Literaturkritiker. Seit 1987 lebte er als freier Schriftsteller in Basel, wo er 1999 starb.

## Auszeichnungen
- 1969: Förderpreis des Kantons Solothurn
- 1970: Stipendium der Stiftung Pro Helvetia
- 1971: Kunstpreis des Lions-Club Basel
- 1974: Werkpreis des Kantons Solothurn
- 1974: Ehrengabe der Schweizerischen Schillerstiftung
- 1993: Literaturpreis des Kantons Solothurn
- 1993: Gesamtwerkspreis der Schweizerischen Schillerstiftung

## Werke

### Lyrik
- Zwischen den Orten. :it 5 Linolschnitten von Celestino Piatti. Jeger-Moll, Breitenbach 1965.
- Was auf der Hand lag. Walter, Olten 1968.
- Das Nahe suchen. Privatdruck, 1969.
- Das Wort reden. Walter, Olten 1971.
- Durchaus. Neue Gedichte. Illustriert von Celestino Piatti. Eremiten-Presse (Broschur 66), Düsseldorf 1975.
- Ich bin nicht mehr zählbar. Arche, Zürich 1978.
- Ohnmachtwechsel und andere Gedichte aus zwanzig Jahren. Arche, Zürich 1981.
- Wortwund. Pendo, Zürich 1988.
- Grenzlust. Ein Lesgedicht mit Original-Holzschnitten von Bruno Gasser. Eremiten-Presse (Broschur 164), Düsseldorf 1991, ISBN 3-87365-259-5.
- Unter mir gesagt. Pendo, Zürich 1991.
- Minderheiten wie Liebe. Pendo, Zürich 1994.
- ich bin mein gutes recht. Gedichte aus dem Nachlass, mit 10 Liedern nach Gedichten aus dem Zyklus für Sopran und Schlagzeug von Daniel Weissberg (auf einer CD) und mit Vorwort von Adolf Muschg. Nachtmaschine, Basel 2003, ISBN 3-85816-110-1.

### Prosa, Essays
- Alexander Xaver Gwerder: 'Die Optik der Trauer. Alexander Xaver Gwerder – Wesen und Wirken. Kandelaber, Bern 1970, DNB 573147736 (Dissertation Universität Fribourg/Freiburg, Philosophische Fakultät, 1967, 176 Seiten, unter dem Titel: Alexander Xaver Gwerder: Wesen und Wirken, DNB 570209951).
- Dichter im Abseits. Schweizer Autoren von Glauser bis Hohl. Artemis, Zürich 1974, ISBN 3-7608-0339-3.
- Von Spitteler zu Muschg. Literatur der deutschen Schweiz seit 1900. Reinhardt, Basel 1975, ISBN 3-7245-0353-9.
- Nachdenken mit und über Friedrich Dürrenmatt. Ein Gespräch. Jeger-Moll, Breitenbach 1977.
- Reden und andere Reden. Politik und Sprache. Nachtmaschine, Basel 1979.
- Mein Feuilleton. Gespräche, Aufsätze, Glossen zur Literatur. Jeger-Moll, Breitenbach 1982.
- Dichter im Einsatz. Essays über Nicolas Born, Erika Burkart, Friedrich Dürrenmatt, Jürg Federspiel, Eugen Gomringer, Karl Krolow, Walter E. Richartz, Peter Rühmkorf und Otto Steiger. Benziger, Zürich 1991, ISBN 3-545-34092-9.
- Fingernägel. 23 Anfälle. Roman. Benziger, Zürich 1992.
- Das Heimatlos. Herkommen und Hingehen. Lenos, Basel 1995, ISBN 3-85787-246-2.

### Herausgeberschaft
- Gut zum Druck. Teil 1: Literatur der Deutschen Schweiz seit 1964. Artemis, Zürich 1972, ISBN 3-7608-0315-6-[1].
- Mach keini Schprüch. Schweizer Mundartlyrik des 20. Jahrhunderts. Mit einem Essay von Dieter Fringeli. Artemis, Zürich 1972, OCLC 884077791; Ammann, Zürich 1981, ISBN 3-250-01002-2.
- Taschenbuch der Gruppe Olten (mit Paul Nizon und Erica Pedretti). Benziger, Zürich 1974, ISBN 3-545-36217-5.
- Haltla. Basel und seine Autoren. Fotos von Kurt Wyss. Basler Zeitung, Basel 1978, ISBN 3-85815-045-2.
- Siegfried Lang: Blätterstatt. Gedichte. Reinhardt, Basel 1989, ISBN 3-7245-0652-X.